# Mötet i Stockholm 1499
Mötet i Stockholm 1499 var en sammankomst som hölls i Stockholm för att diskutera och besluta om Sveriges angelägenheter. Det inleddes i maj 1499 och avslutades den 22 juni 1499.
Sten Sture förmåner inskränktes. Den 29 maj 1499 hyllades prins Kristian som tronföljare av svenska folkets ombud och han deltog därefter i rådets överläggningar. 